# Nell Campbell
Nell Campbell o Little Nell, pseudonimo di Laura Elizabeth Campbell (Sydney, 24 maggio 1953), è un'attrice e cantante australiana.
Deve la sua fama al ruolo di Columbia nel The Rocky Horror Show originale e nel successivo film The Rocky Horror Picture Show del 1975.

## Biografia
Nata a Sydney, il soprannome "Little Nell" le venne dato dal padre scrittore in onore del personaggio de La bottega dell'antiquario di Dickens. Si trasferì a Londra assieme alla sua famiglia all'inizio degli anni settanta dove venne selezionata nel cast del musical The Rocky Horror Show e nel film The Rocky Horror Picture Show.
Dopo il successo ottenuto venne messa sotto contratto dalla A&M Records con cui produsse tre singoli. Quello che ottenne il miglior successo fu Do The Swim, aiutato anche da una sua esibizione dal vivo sulla televisione britannica dove lei mostrò accidentalmente il seno. Nel 1980 pubblicò il suo quarto ed ultimo singolo, Beauty Queen.
Negli anni successivi continuò a recitare in commedie musicali e negli anni novanta aprì tre nightclub a New York. Nel 2003 ha recitato a Broadway nel musical Nine, come prima sostituta per Chita Rivera e poi per Eartha Kitt.

## Filmografia
- The Rocky Horror Picture Show (1975)
- Shock Treatment (1981)
- Pink Floyd The Wall (1982)
- Paradiso perduto (1998)

## Discografia
- 1975 – Stilettos and Lipstick/Do the Swim (Splash Splash)
- 1976 – Fever/Do the Swim
- 1976 – See You Round Like a Record / Dance that Cocktail Latin Way
- 1978 – Fever
- 1978 – The Musical World of Little Nell (Aquatic Teenage Sex & Squalor)
- 1980 – Beauty Queen (Original Motion Picture Score)